# Galathocrypta acaudata
Galathocrypta acaudata is een pissebed uit de familie Bopyridae. De wetenschappelijke naam van de soort is voor het eerst geldig gepubliceerd in 2002 door Rom n-Contreras & Soto.